# Henrich Wegner
Henrich Wegner (eller Weigner), född omkring 1703, död den 1 mars 1743, var en dansk skådespelare.
Wegner blev student 1720 och inträdde 1722 vid den trupp, som invigde den danska skådebanan. Wegner var en av dess bästa konstnärer. I synnerhet utmärkte han sig i den listige betjäntens roller, varför också Holberg skall ha uppkallat sina Henrikar efter honom. Efter skådebanans upphörande 1728 återvände Wegner till sitt hem i Aarhus, där han 1730 blev vice borgmästare och året därpå postmästare. Han befordrades 1733 till arkivarie i krigskollegiet och dog som krigssekreterare.